# Kho kho
Kho kho is een eeuwenoud spel dat zijn oorsprong vindt in het hart van India. Het is de op één na populairste traditionele achtervolgingsspel in het Indisch subcontinent, na Kabaddi. Dit spel wordt gespeeld op een rechthoekig veld met een centrale strook (lane) die twee palen verbindt, aan weerszijden van het veld.
Kho kho is niet alleen populair in Zuid-Azië; het heeft ook zijn weg gevonden naar andere delen van de wereld met een grote Zuid-Aziatische gemeenschap, zoals Zuid-Afrika en Engeland. De Kho Kho Bond in India streeft er actief naar om deze sport wereldwijd meer bekendheid te geven.

## Spelverloop
In dit dynamische spel zijn er negen spelers van het jagende team, ook wel de aanvallers genoemd (chasers). Acht van hen zitten in de centrale strook (lane), terwijl drie spelers van het verdedigende team hun best doen om te rennen en te ontwijken. Elke zittende speler kijkt naar de tegenovergestelde helft van het veld, klaar om zijn of haar teamgenoten te ondersteunen.
De 'actieve aanvaller' (active chaser) probeert de verdedigers aan te tikken. Voor elke succesvolle tik krijgt het jagende team één punt, en de getikte speler moet het veld verlaten. Als alle drie de spelers zijn getikt, komen er drie nieuwe spelers het veld op. De actieve aanvaller kan de centrale strook (lane) niet oversteken en kan ook niet van richting veranderen zodra hij begint te rennen naar een van de palen.
Als de actieve aanvaller (active chaser) een zittende teamgenoot aanraakt en "Kho" zegt, kan die speler de rol overnemen en de andere helft van het veld betreden. Een andere optie is om naar het gebied achter een van de palen te rennen en daar van richting te wisselen.
Elke team heeft twee beurten om te scoren en twee om te verdedigen, met elke beurt die negen minuten duurt. Het team dat aan het einde de meeste punten heeft verzameld, gaat met de overwinning naar huis.

## Wereldkampioenschappen
In januari 2025 zijn in India de eerste wereldkampioenschappen Kho Kho gehouden door de Kho Kho Federation of India. Nederland was, met een dames- en een herenteam, een van de deelnemers.

## Voorbereiding deelname Nederland
In Nederland heeft een speciaal geselecteerde groep, op uitnodiging van de Indiase Kho Kho Bond, zich voorbereid om aan de eerste wereldkampioenschappen Kho Kho in januari 2025 in New Delhi deel te nemen. Nederland was een van de onervaren deelnemende landen, samen met verschillende andere teams die ook nieuw zijn in deze sport. Dit proces voor het daadwerkelijk vormgeven van Kho Kho in Nederland is opgepakt door Bas Nieuwenhuizen en Ruby Groeneveld, oud-leerlingen van het Erasmiaans Gymnasium. De coaches voor het heren- en vrouwenteam zijn respectievelijk Oliver Schuringa en Sjaak Groeneveld. 
Deze groep is ontstaan vanuit het Erasmiaans Gymnasium in Rotterdam en wordt aangevuld met relaties uit alle richtingen. Veel van deze relaties hebben hun actieve sportieve jaren achter zich gelaten, maar brengen waardevolle vaardigheden en expertise mee op het gebied van strategie, training, verzorging en ondersteuning. 

## FAQ Kho Kho

### Basisregels en Spelverloop
1. Wat is Kho Kho?
  - Kho Kho is een traditioneel Indiase tikspel waarbij twee teams om de beurt jagen en verdedigen.
2. Hoeveel spelers zitten er in een Kho Kho-team?
  - Elk team bestaat uit 12 spelers, waarvan er 9 tegelijkertijd in het veld staan.
3. Hoe wordt Kho Kho gespeeld?
  - Eén team jaagt terwijl het andere team verdedigt. Jagers proberen verdedigers te tikken binnen een bepaalde tijd.
4. Hoe begint het spel?
  - Het spel begint met jagers die in een rij in de centrale baan (central lane) zitten, afwisselend kijkend naar tegenovergestelde richtingen.
5. Wat is het doel van de jagers?
  - Het doel is om zoveel mogelijk verdedigers te tikken binnen de gegeven tijd.
6. Wat is het doel van de verdedigers?
  - Het doel van de verdedigers is om niet getikt te worden door te rennen en de jagers te ontwijken.
7. Hoeveel innings zijn er in Kho Kho?
  - Er zijn twee innings waarbij elk team zowel jaagt als verdedigt.
8. Hoeveel tijd heeft een team om te jagen?
  - Elk team heeft 9 minuten per inning om te jagen.
9. Wat is een 'Kho'?
  - Een 'Kho' is het commando dat een jager geeft om de jachttaken door te geven aan een andere jager.
10. Hoeveel jagers kunnen actief zijn tijdens het spel?
  - Er is slechts één actieve jager tegelijk, maar deze kan de jachttaken doorgeven met een 'Kho'.

### Veld en Afmetingen
1. Wat zijn de afmetingen van het Kho Kho-veld?
  - Het veld is 27 meter lang en 16 meter breed.
2. Wat is de centrale baan (central lane)?
  - De centrale baan is een 24 meter lange lijn in het midden van het veld waar jagers in zitten.
3. Wat zijn de palen (poles) in Kho Kho?
  - Twee palen staan aan elk uiteinde van de centrale baan en worden gebruikt door verdedigers om van richting te veranderen.
4. Wat zijn dwarse banen (cross lanes)?
  - Dwarse banen zijn lijnen die loodrecht op de centrale baan staan en dienen om het veld te segmenteren.
5. Hoe ver staan de palen van elkaar?
  - De palen staan 24 meter uit elkaar, aan de uiteinden van de centrale baan.

### Rollen en Acties
1. Wat is de rol van de verdediger?
  - Verdedigers proberen zo lang mogelijk niet getikt te worden door de jagers.
2. Mogen verdedigers de jagers aanraken?
  - Nee, verdedigers mogen geen fysiek contact maken met jagers.
3. Wat gebeurt er als een verdediger wordt getikt?
  - De verdediger is "uit" (out) en moet het veld verlaten tot de volgende inning.
4. Kunnen verdedigers terugkomen nadat ze getikt zijn?
  - Nee, getikte verdedigers komen pas terug in de volgende inning.
5. Hoeveel verdedigers kunnen tegelijkertijd in het veld zijn?
  - Er kunnen maximaal 3 verdedigers tegelijkertijd in het veld zijn.
6. Wat is de richtingregel voor jagers?
  - Jagers moeten zich in de richting bewegen waarin ze kijken en mogen pas van richting veranderen na het geven van een 'Kho'.
7. Mogen jagers in beide richtingen rennen?
  - Nee, jagers mogen, direct nadat ze een Kho krijgen, eerst een richting kiezen. Die richting moeten ze aanhouden totdat ze 1. de beurt door een Kho overgeven of 2. eerst de free zone betreden.
8. Wat is een polesprong (pole dive)?
  - Een polesprong is een beweging waarbij de verdediger de paal gebruikt om snel van richting te veranderen en de jager te ontwijken.
9. Wat is de regel voor het geven van een 'Kho'?
  - Een jager kan een 'Kho' geven door de volgende jager aan te raken en "Kho" te roepen, zodat deze de rol van jager overneemt.
10. Hoe scoor je punten in Kho Kho?
  - Een punt wordt toegekend voor elke verdediger die succesvol wordt getikt.

### Speltijd en Scoren
1. Hoe lang duurt een Kho Kho-wedstrijd?
  - Een Kho Kho-wedstrijd bestaat uit twee innings van elk 9 minuten per team.
2. Wat gebeurt er als beide teams gelijk scoren?
  - In geval van gelijkspel kan er extra tijd (tie-break) worden gespeeld of een sudden death.
3. Wat is sudden death?
  - Bij sudden death wint het team dat als eerste een verdediger tikt.
4. Hoe worden de punten toegekend?
  - Elk getikte verdediger levert één punt op voor het jagende team.
5. Wat is de tijdslimiet voor de jacht?
  - Elk team heeft 9 minuten per inning om te jagen.
6. Wat gebeurt er als de tijd om is?
  - Als de tijd om is en niet alle verdedigers zijn getikt, wordt het spel stilgelegd en wisselen de teams van rol.
7. Mogen teams time-outs nemen?
  - Ja, teams mogen time-outs nemen, maar het aantal is beperkt.
8. Hoe wordt de winnaar bepaald?
  - Het team met de meeste punten na beide innings wint de wedstrijd.
9. Wat gebeurt er als een jager een overtreding begaat?
  - De scheidsrechter kan straffen uitdelen of het andere team voordeel geven.
10. Kan een wedstrijd worden uitgesteld of gestopt?
  - Ja, wedstrijden kunnen worden uitgesteld vanwege slecht weer of veiligheidsproblemen.

### Overtredingen en Straffen
1. Wat is een overtreding in Kho Kho?
  - Een overtreding vindt plaats wanneer een speler de regels overtreedt, zoals het niet volgen van de juiste richting of het niet correct geven van een 'Kho'.
2. Wat is de straf voor een overtreding?
  - Het verdedigende team kan voordeel krijgen, of de jagende ploeg kan punten verliezen.
3. Wat gebeurt er als een verdediger buiten het speelveld gaat?
  - Een verdediger die buiten het speelveld stapt, wordt als "uit" beschouwd.
4. Wat gebeurt er als een jager een verkeerde Kho geeft?
  - Dit kan als een overtreding worden beschouwd, waardoor het verdedigende team voordeel krijgt.
5. Wat is de rol van de scheidsrechter?
  - De scheidsrechter handhaaft de regels, houdt de tijd bij en beslist over overtredingen.
6. Is fysiek contact tussen jagers en verdedigers toegestaan?
  - Nee, behalve bij het tikken, is fysiek contact niet toegestaan.
7. Mogen verdedigers het spel vertragen?
  - Nee, het opzettelijk vertragen van het spel door verdedigers is een overtreding.
8. Wat is een 'foute Kho'?
  - Dit is een foutief gegeven 'Kho' waarbij de jager de nieuwe jager niet correct aanraakt.
9. Wat gebeurt er als een team het niet eens is met de scheidsrechter?
  - De beslissing van de scheidsrechter is meestal definitief, hoewel in sommige toernooien protesten kunnen worden ingediend.
10. Mogen jagers de centrale baan oversteken?
  - Nee, jagers mogen niet over de centrale baan rennen.

### Spelstrategie
1. Hoe kunnen verdedigers voorkomen dat ze getikt worden?
  - Verdedigers moeten strategisch gebruik maken van de palen en snel van richting veranderen om de jagers te ontwijken.
2. Wat is een goede strategie voor jagers?
  - Jagers moeten goed communiceren, tijdig 'Kho's geven en samenwerken om verdedigers in te sluiten.
3. Hoe kunnen verdedigers hun positie optimaliseren?
  - Verdedigers moeten de palen strategisch gebruiken en de jagers misleiden met snelle bewegingen.
4. Wat is de beste manier om een jager te verslaan?
  - Snelheid en behendigheid zijn de beste manieren om te ontsnappen aan de jagers.
5. Wat is het ideale moment om een 'Kho' te geven?
  - Een 'Kho' moet worden gegeven wanneer de volgende jager zich in een betere positie bevindt om een verdediger te tikken.

### Gevorderde Technieken
1. Wat is een 'Pole Escape'?
  - Dit is een techniek waarbij de verdediger de paal gebruikt om snel van richting te veranderen en de jager te ontwijken.
2. Wat is een dubbele Kho?
  - Dit is wanneer een jager snel achter elkaar 'Kho' geeft om het initiatief over te dragen aan verschillende teamgenoten.
3. Wat is 'Sudden Kho'?
  - Een onverwachte 'Kho' die een jager strategisch geeft om de verdediger te verrassen.
4. Hoe belangrijk is het teamwerk in Kho Kho?
  - Teamwerk is essentieel, vooral bij het geven van 'Kho's en het insluiten van verdedigers.
5. Wat is de rol van de coach in Kho Kho?
  - De coach bepaalt de strategieën en helpt het team bij het verbeteren van hun spel en tactieken.
6. Hoe belangrijk is snelheid in Kho Kho?
  - Snelheid is cruciaal, zowel voor jagers als verdedigers, om succesvol te zijn in het spel.
7. Wat is een 'Chaser Block'?
  - Een tactiek waarbij de jager een verdediger insluit door strategisch gebruik van zijn positie en de palen.
8. Wat is een 'Fake Kho'?
  - Een 'Fake Kho' is wanneer een jager doet alsof hij een 'Kho' gaat geven, maar dat uiteindelijk niet doet om de verdediger te misleiden.
9. Wat is het voordeel van een snelle 'Kho'?
  - Een snelle 'Kho' helpt om de verdediger in een ongunstige positie te plaatsen, waardoor hij gemakkelijker te tikken is.
10. Kan een jager zijn route wijzigen zonder 'Kho' te geven?
  - Nee, jagers mogen hun richting alleen wijzigen nadat ze een 'Kho' hebben gegeven.
11. Hoe worden verdedigende posities benoemd?
  - Verdedigers worden vaak benoemd naar hun positie ten opzichte van de centrale baan en de palen.
12. Kan een verdediger een ronde om de paal rennen?
  - Ja, maar hij moet strategisch zijn om niet gevangen te worden door de jager.
13. Wat is het verschil tussen een 'Straight Run' en een 'Pole Run'?
  - Een 'Straight Run' is een directe sprint, terwijl een 'Pole Run' het gebruik van de paal omvat om van richting te veranderen.
14. Hoe voorkom je een 'Kho Trap'?
  - Verdedigers moeten hun snelheid en strategie variëren om niet in de val te lopen van een 'Kho'.
15. Wat is het belangrijkste kenmerk van een succesvolle Kho Kho-speler?
  - Behalve snelheid en behendigheid zijn slimme beslissingen en strategische bewegingen essentieel.